# Parafia św. Józefa w Denver
Parafia św. Józefa w Denver (ang. St. Joseph's Polish Parish) – parafia rzymskokatolicka położona w Denver, Kolorado, Stany Zjednoczone.
Jest ona wieloetniczną parafią w Kolorado i jedyną w stanach środkowych, z mszą św. w j. polskim dla polskich imigrantów.

## Historia parafii
W 1902 roku został wybudowany Kościół św. Józefa, siłami Polonii zamieszkałej w przemysłowej dzielnicy Globeville, w większości zamieszkanej przez imigrantów europejskich.
W 1993 roku parafię odwiedził kardynał Józef Glemp, a podczas Światowych Dni Młodzieży w Denver i spotkań z Ojcem Świętym Janem Pawłem II kościół poznało wielu ludzi z całej Ameryki Północnej.

## Kościół
Pod koniec lat 80., sufit i ściany kościoła zostały pomalowane i ozdobione symbolicznymi scenami biblijnymi oraz widokiem gór w Colorado przez Klemensa Mituniewicza. Dodano też drugi szyld z nazwą kościoła nad wejściem, żeby był on widoczny z pobliskiej autostrady I-70.

W roku 1994 został przed kościołem postawiony duży krzyż na pamiątkę wizyty misyjnej.
W roku 1983 kościół Świętego Józefa został dodany do listy Narodowego Wykazu Historycznych Miejsc.

### Grota Najświętszej Matki Bożej
W 1997 roku, między plebanią a kościołem została zaplanowana i zbudowana przez "trzech Staszków" (Gadzina, Grzebieniarz, Zapała) grota Najświętszej Matki Bożej i poświęcona przez Arcybiskupa Denver Charles Chaput. Figura Matki Boskiej Niepokalanie Poczętej została sprowadzona z Włoch przez właścicieli sklepu Gerken's.

Od chwili poświęcenia groty nie było dnia przerwy, aby świece się nie świeciły. Ludzie modlą się i zapalają świece z okazji niedzielnych mszy św., świąt – zwłaszcza Matki Najświętszej, a także o każdej porze dnia i nocy wierni przychodzą ze swoimi problemami, cierpieniami i chorobami prosić o wstawiennictwo u Boga poprzez Maryję.

Grota jest również ośrodkiem ożywienia wiary wśród Polonii w Kolorado.

## Duszpasterstwo
- ks. Teodor Jarzyński (1902–1922)[2]
- ks. Jan Guziński (1922–1969)[3]
- ks. Edward Frączkowski (1969–1973)[4]
- ks. Jan Mucha (1973–2010)[5]
- ks. Marek Cieśla (2010–2015)
- ks. wikary Adam Słomiński (2013–2015)
- ks. Sławomir Murawka (2015–2017)
- ks. Stanisław Michałek (2017–obecnie)

## Szkoła
Polska szkoła powstała w roku 1926 dzięki wysiłkom ks. Jana Guzińskiego, który wybudował obecny budynek szkolny. Była to szkoła darmowa, prowadzona przy pomocy sióstr Zgromadzenia Sióstr Świętego Józefa. Szkoła składała się z 8 klas podstawowych. W pierwszym roku istnienia zapisało się do tej szkoły 151 uczniów.
Szkoła działała do początku lat 70., kiedy to brak funduszy i inflacja zmusiły do jej zamknięcia.
Szkoła była zamknięta przez 24 lata.
W roku 1993 wizyta Ojca Świętego Jana Pawła II w Denver była wydarzeniem, które skłoniło parafian do ponownego otwarcia szkoły.
Od roku 1994 szkoła działa co niedzielę, pod przewodnictwem Ryszarda Lewandowskiego i Marii Lis, a od roku 1997 pod przewodnictwem dyrektora Stanisława Gadziny.
W szkole jest 7 grup dzieci i młodzieży, od przedszkola do poziomu licealnego. Program nauki oparty jest na podręcznikach i ćwiczeniach rekomendowanych przez Zrzeszenie Nauczycieli Polskich w Ameryce.